# Орел (Ребріхинський район)
Оре́л (рос. Орёл) — селище у складі Ребріхинського району Алтайського краю, Росія. Входить до складу Зеленорощинської сільської ради.

## Населення
Населення — 132 особи (2010; 197 у 2002).
Національний склад (станом на 2002 рік):
- росіяни — 94 %